# 志田保
志田 保（しだ たもつ、1912年〈大正元年〉12月24日 - 1981年〈昭和56年〉1月30日）は、日本の政治家。新潟県新津市（現・新潟市）長（3期）。

## 来歴
新津市農業委員を経て、1955年新潟県議会議員に当選。4期務め、副議長を務めた。1970年県議を辞職し、新津市長選挙に立候補し当選する。在任中は新津市総合開発計画が策定された。公共下水道工事に着手、市民会館の完成、各種の福祉政策を実施し、市道舗装五か年計画を三か年計画に短縮させ、新図書館、視聴覚センターの完成や市内を流れる能代川の改修工事を進めた。3期目途中の1980年12月に病気のため、市長を辞職、翌年死去した。